# Steady Brook
Steady Brook es un pueblo canadiense situado en la provincia de Terranova y Labrador.

## Superficie
Steady Brook tiene una superficie de 1,24 km².

## Demografía
En 2021, tenía 416 habitantes, una densidad poblacional de 335,2 hab./km², y 195 viviendas.